# EARTH CONSCIOUS STREAM
『EARTH CONSCIOUS STREAM』（アース・コンシャス・ストリーム）は、1993年4月4日から2001年3月25日までエフエム山口 (FMY) で放送されていたラジオ番組である。
エフエム東京 (TOKYO FM) と全国FM放送協議会 (JFN) がステーションメッセージにしている「アースコンシャス〜地球を愛し、感じる心」に関連した自社製作のミニ番組で、新聞や雑誌などからアースコンシャスにまつわる話題を放送するというものであった。パーソナリティは、当時エフエム山口に在籍していた荒瀬英俊が務めていた。
基本的には日曜 16:55 - 17:00（日本標準時）に放送されていたが、日曜 15:55 - 16:00 に放送されていた時期もある。後に日曜 16:55 - 17:00 での放送へ戻るが、広島エフエム放送 (HFM) 製作の『J-PHONE ONE・SHOT・MUSIC!』がこの時間帯に入ることになったため、最末期には日曜 22:55 - 23:00 に放送されていた。